# Цунами 3D
«Цунами 3D» (англ. Bait) — австралийско-сингапурский фильм-катастрофа режиссёра Кимбла Рендалла. Мировая премьера фильма состоялась 1 сентября 2012 года на Венецианском кинофестивале. В кинотеатрах Австралии премьера состоялась 20 сентября 2012 года, Сингапура — 29 ноября.

## Сюжет
Действие фильма происходит в маленьком городе Австралии, располагающемся у побережья океана. По городу ходит маньяк, и в последний раз он скрылся в супермаркете. Но это ещё не самое ужасное… Город затопило огромное цунами, отчего покупатели остаются запертыми внутри супермаркета вместе с вооружённым маньяком и с белыми акулами, которые в процессе затопления приплыли в поисках добычи.

## В ролях
- Завьер Сэмюел — Джош[4]
- Фиби Тонкин — Джейми
- Ричард Бранкатисано — Рори
- Алекс Расселл — Райан
- Дэмиен Гарви — Колинз
- Джулиан Макмэхон — Дойл
- Мартин Сакс — Тодд
- Линкольн Льюис — Кайл
- Ци Юу — Стивен
- Дэниэл Уилли — Кирби
- Шарни Винсон — Тина
- Кариба Хейн — Хизер
- Элис Паркинсон — Наоми
- Рианнон Даниэль Петтетт — Джули

## Критика
На сайте Rotten Tomatoes фильм имеет рейтинг 47 % на основе 32 рецензий со средним баллом 4,6 из 10.

## Продолжение
Производство сиквела под названием «Deep Water», в котором сюжет должен был быть сосредоточен на самолете, который по пути из Китая в Австралию разбивается в Тихом океане, было отменено в марте 2014 года из-за сходства с исчезновением рейса 370 авиакомпании Malaysia Airlines.